# Ovesné Kladruby
Ovesné Kladruby är en ort i Tjeckien.   Den ligger i regionen Karlovy Vary, i den västra delen av landet, 120 km väster om huvudstaden Prag. Ovesné Kladruby ligger 719 meter över havet och antalet invånare är 119.
Terrängen runt Ovesné Kladruby är lite kuperad. Runt Ovesné Kladruby är det ganska glesbefolkat, med 26 invånare per kvadratkilometer. Närmaste större samhälle är Mariánské Lázně, 5,7 km väster om Ovesné Kladruby. Omgivningarna runt Ovesné Kladruby är en mosaik av jordbruksmark och naturlig växtlighet.